# Макарова Людмила Андріївна
Макарова Людмила Андріївна (нар.. 9 грудня 1947, м. Відень, Австрія — пом.. 12 жовтня 2016, м. Суми)— український музикант, педагог, музикознавець, краєзнавець, заслужений діяч мистецтв України (2006). Сестра Валентини Андріївни Макарової.

## Походження та навчання
Людмила Макарова народилася 1947 року в сім'ї учасників другої світової війни. Мати Ольга Никифорівна — учасниця бойових дій, пройшла з 1-м Українським фронтом до Берліна. З дитячих років чудово співала, як і батько Андрій Семенович — офіцер. Він самотужки опанував гру на кількох музичних інструментах. Помер 1953 року.
З 5-річного віку Людмила Маекарова навчалась у музичній школі. Співала та грала на скрипці. У 1964 році вступила до музичного училища по класу фортепіано, одночасно навчаючись у вечірній школі. З 1968 року навчалась у Горьківській консерваторії.

## Трудова діяльність
Працювала в Арзамасі. До Сум із родиною переїхала у 1984 році. А з 1985 року працювала на факультеті мистецтв Сумського державного педагогічного інституту імені А. С. Макаренка. Разом із сестрою стали ініціатором заснування та проведення Всеукраїнського конкурсу юних музикантів «Пролісок», що проходить у Сумах.

## Наукові праці

### Окремі видання
- І слово в пісні відгукнеться…: наук.-попул. вид. / В. Макарова, Л.  Макарова. — Суми: Собор, 2003. — 283 с. : іл. — ISBN 966-7164-49-6
- І слово в пісні відгукнеться… : нотний додаток. — Суми: Собор, 2003. — 90 с. — ISBN 966-7164-49-6
- Гармония времен. Страницы музыкальной культуры Сумщины : науч.-попул. изд. / В. Макарова, Л. Макарова. — Сумы : СумГПУ им. А. С. Макаренко, 2013. — 254 с. — ISBN 966-7164-49-6
- Скрипкові ансамблі: навч.-метод. посіб. / В. Макарова, Л. Макарова. — Суми, 2012. — 90 с. : ноти.
- Зачарування звуків ніжних: українські романси / В.Макарова, Л.Макарова. — Вінниця : Нова Книга, 2013. — 96 с.: ноти.
- Макарова В. А. Сумщина в долях трьох геніїв / В. А. Макарова, Л. А. Макарова, В. К. Шейко. — Київ : ВД «Фолігрант», 2014. — 200 с.: іл. — ISBN 978-966-96867-7-0

Вибрані статті
- Макарова В. А. Поезія і музика душі : [творчість поета з Глухівщини Василя Івановича Туманського] / В. А. Макарова, Л. А. Макарова // «Наш друг Туманський»: матеріали Сумської обласної науково-практичної конференції: (до 200-річчя від дня народження поета-земляка) / Сумський держ. пед. ун-т ім. А. С. Макаренка ; Глухівський державний пед. ін-т ім. Сергєєва-Ценського ; Сумський обласний краєзнавчий музей ; [редкол.: А. О. Мурашова, О. С. Переломова]. — Суми: Редакційно-видавничий відділ СумДПУ ім. А. С. Макаренка, 2000. — С. 46—51.
- Макарова В. А. Перша вітчизняна музична школа : [Глухів, XVIII ст.] / В. А. Макарова, Л. А. Макарова // Матеріали 4-ї Сумської обласної наукової історико-краєзнавчої конференції. — Суми, 2001. — С. 92–95.
- Макарова В. А. Сумщина мистецька  / В. А. Макарова, Л. А. Макарова // Матеріали шостої Сумської наукової історико-краєзнавчої конференції / МОН України ; Управління освіти і науки Сумської обл. адміністрації; [редкол.: В. В. Турков, А. В. Гончаренко, Г. І. Корогод та ін.]. — Суми: СумДПУ ім. А. С. Макаренка, 2005. — С. 194—200.
- Макарова Л. А. Ансамблева гра — один із важливих факторів виховання майбутнього вчителя музики  / Л. А. Макарова // Матеріали наукової конференції за підсумками науково-дослідної і науково-методичної роботи кафедр СумДПУ ім. А. С. Макаренка у 2006 р. / редкол.: Н. І. Кириленко, О. В. Багацька, А. В. Гончаренко та ін. — Суми: СумДПУ ім. А. С. Макаренка, 2007. — С. 42.
- Макарова В. А. Сумщина, освячена ім'ям П. І. Чайковського  / В. А. Макарова, Л. А. Макарова // Європейське мистецтво на зламі століть: минуле в сучасному: тези Міжнародної наукової конференції / [редкол.: О. В. Михайличенко, В. Ю. Панасюк, О. Ю. Енська та ін.]. — Суми: СумДПУ ім. А. С. Макаренка, 2007. — С. 30—31.
- Макарова Л. А. Проблеми розвитку естетичних смаків у майбутніх учителів засобами музично-виконавських колективів педагогічних ВНЗ  / Л. А. Макарова // Матеріали наукової конференції за підсумками науково-дослідної і науково-методичної роботи кафедр Сумського державного педагогічного ун-ту ім. А. С. Макаренка у 2007 р. / [редкол.: Н. І. Кириленко, О. В. Багацька, В. С. Бугрій та ін.]. — Суми: [СумДПУ ім. А. С. Макаренка], 2008. — С. 33.
- Макарова Л. А. Шкільний оперний театр — дієвий засіб естетичного виховання  / Л. А. Макарова // Матеріали наукової конференції за підсумками науково-дослідної і науково-методичної роботи кафедр СумДПУ ім. А. С. Макаренка у 2008 р. / [редкол.: Н. І. Кириленко, О. В. Багацька, В. С. Бугрій та ін.]. — Суми: СумДПУ ім. А. С. Макаренка, 2009. — С. 30—31.
- Макарова Л. До ювілеїв митців: італійський співак із Сумщини : [про Миколу Кузьмовича Іванова] / Л. Макарова, В. Макарова // Мистецтво та освіта. — 2010. — № 3. — С. 58—60.
- Макарова В. А. «Золоті» бельканто Сумщини  / В. А. Макарова, Л. А. Макарова // Мистецька освіта в контексті європейської інтеграції. Теоретичні та методичні засади розвитку: матеріали II Міжнародної наукової конференції, (28—30 вересня) / МОН України, Сумський держ. пед. ун-т ім. А. С. Макаренка ; [редкол.: Г. Ю. Ніколаї, О. В. Михайличенко, О. І. Огієнко та ін.]. — Суми: СумДПУ ім. А. С. Макаренка, 2010. — С. 106—107.
- Макарова, Л. А. Деякі проблеми з підготовки вчителя музики  / Л. А. Макарова // Матеріали наукової конференції: за підсумками науково-дослідної і науково-методичної роботи кафедр Сумського держ. пед. ун-ту ім. А. С. Макаренка у 2011 р. / М-во освіти і науки, молоді та спорту України, Сумський держ. пед. ун-т ім. А. С. Макаренка ; [редкол.: Н. І. Кириленко, О. В. Багацька, В. С. Бугрій та ін.]. — Суми: Вид-во СумДПУ ім. А. С. Макаренка, 2012. — С. 149—150.
- Макарова В. А. Сумщина в долях трьох геніїв  / В. А. Макарова, Л. А. Макарова, В. К. Шейко. — Суми: [ВД «Фолігрант»], 2014. — 200 с.: іл.
- Макарова В. А. Музыкальное краеведение как инструмент музыкально-эстетического развития личности  / В. А. Макарова, Л. А. Макарова // Інноваційний розвиток вищої освіти: глобальний та національний виміри змін: матеріали II Міжнародної науково-практичної конференції, (26–27 березня 2015 року) / МОН України, СумДПУ ім. А. С. Макаренка ; Сумська обл. держ. адміністрація ; Ін-т педагогіки НАПН України ; Ін-т пед. освіти і освіти дорослих НАПН України ; [редкол.: А. А. Сбруєва, С. Б. Кузікова, О. І. Огієнко та ін.]. — Суми: Вид-во СумДПУ ім. А. С. Макаренка, 2015. — Т. 2. — С. 121—123.
- Макарова Л. А. Сумщина в долях трьох геніїв  / Л. А. Макарова, В. А. Макарова // Мистецтво та освіта. — 2015. — № 1/2. — С. 74—75.

## Громадська діяльність
Разом зі своєю сестрою Валентиною Макаровою у 1986 році стала ініціатором створення дитячої філармонії, а також ансамблю скрипалів «Cantabile». Цей колектив став лауреатом IV Європейського молодіжного фестивалю в Будапешті. Він був нагороджений Почесною грамотою Спілки композиторів СРСР. Також вони проводили лекції, під назвою «Камерні вечори» та «Музична культура Сумщини» у містах та селах Сумщини. Вони були ідейними натхненниками фестивалю-конкурсу юних музикантів «Пролісок».
- Член Англійського королівського товариства імені С. В. Рахманінова.
- Учасниця Всеукраїнської програми «Золотий Фонд нації»

## Нагороди та звання
- Заслужений діяч мистецтв України (2006)
- Лауреат Літературно-мистецької премії імені Івана Нечуя-Левицького (2004)
- Лауреат премії імені Марії Слиж від Канадського товариства приятелів України